# Кенні Вілер
Кеннет Вінсент Джон Вілер (Kenneth Vincent John Wheeler, 14 січня 1930 — 18 вересня 2014) — канадський і британський трубач.
Народився в Торонто. У 1950—1952 роках вивчав композицію в Королівській музичній консерваторії. У 1952 році переїхав до Великої Британії, де почав грати джаз. 
Наприкінці 1950-х він був учасником квінтету Бадді Фезерстонхоу. У 1960-х років працював з Джоном Данквортом, а також виступав з гуртом The animals. У 1971—1976 виступав у квартеті Ентоні Брекстона, у 1977—2000 — в камерному джазового тріо « Азімут» з Джоном Тейлором та Нормою Вінстоун.
У 1997 році записав альбом Angel Song, для незвичного квартету без ударних. З К, Вілером в альбомі записались Білла Фрізелла (гітара), Дейва Холланда (бас) і Лі Коніц (альт-саксофон).

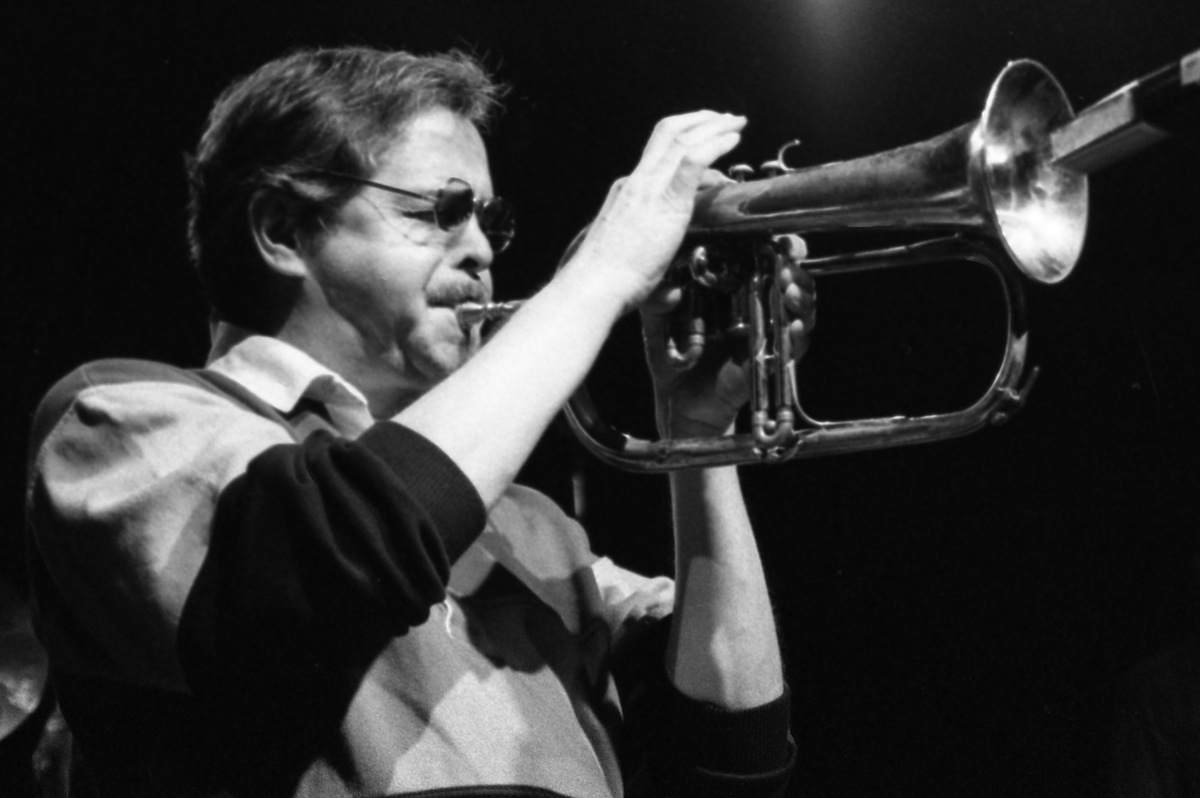
Кенні Вілер, виступ у United Jazz + Rock Ensemble, 1992

Усього більше ща своє життя Вілер записав більше 20 сольних альбомів, і у запису кількох десятків альбомів взяв уасть як запрошений музикант.